# Jon Rose

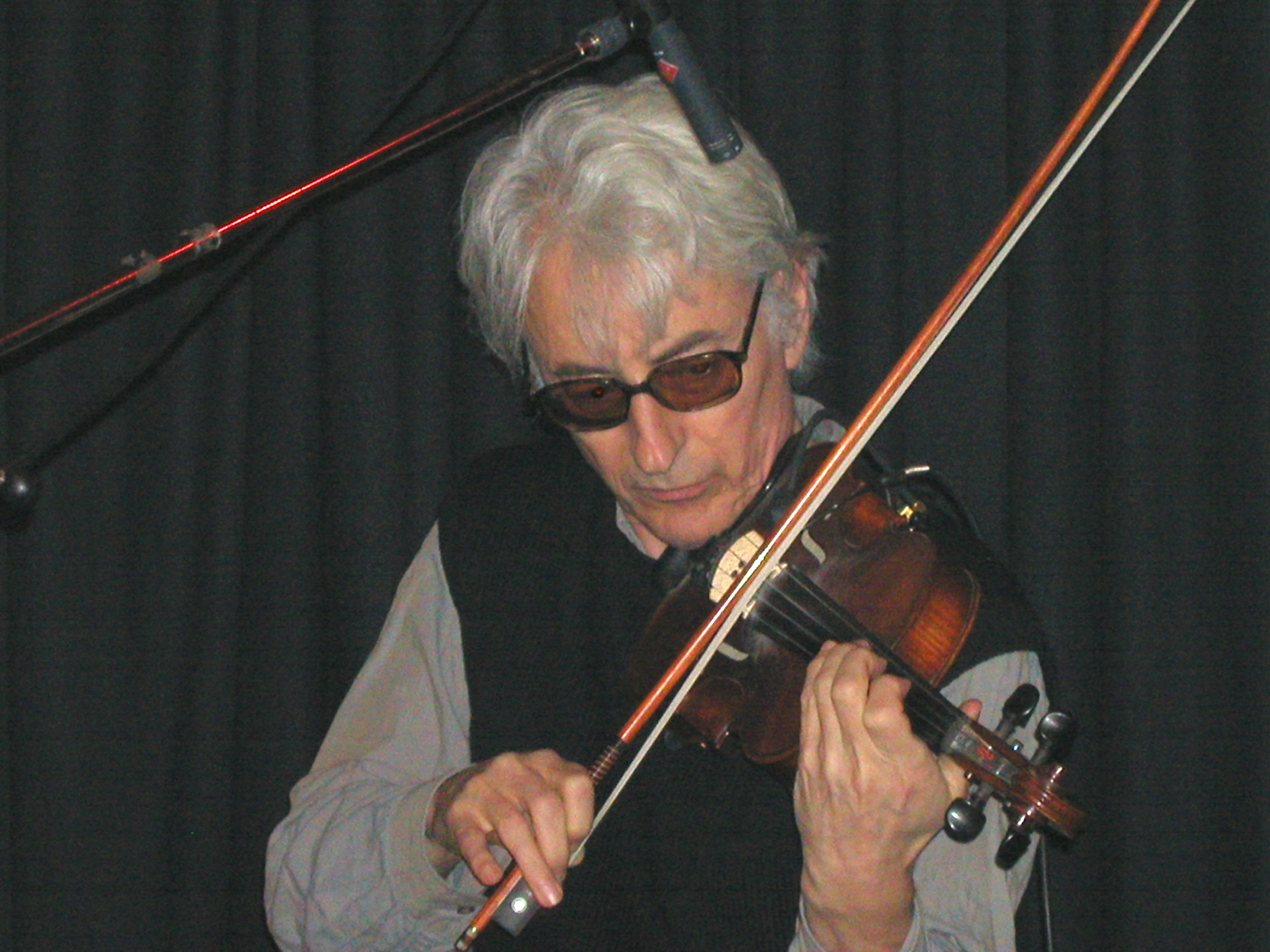
Jon Rose mit Futch im Club W71

Jon Rose (* 1951 in Rochester, Großbritannien) ist ein Improvisationskünstler. Er spielt Violine, (selbstgebaute) Streichinstrumente aller Art und Zäune – wie bei seinem Projekt mit der amerikanischen Geigerin Hollis Taylor.

## Biografie
Der Wahlaustralier Rose begann im Alter von sieben Jahren mit dem Geigenspiel. Er beendete seinen Musikunterricht im Alter von 15 Jahren, um sich selbst zu unterrichten. Seit den 1970er Jahren spielt, komponiert und studiert er in unterschiedlichsten musikalischen Genres wie Country-Musik und Bebop. Er spielte in italienischen Club-Bands und einer Big Band, machte Klanginstallationen und spielt Sitar. Er wurde mit seiner Gruppe The Relative Band zur zentralen Figur der australischen Improvisationsszene und widmete sein Leben der Geige.
1986 ging Rose nach Berlin, um dort sein bis heute andauerndes Projekt The Relative Violin zu beginnen: die Entwicklung einer totalen Kunstform um dieses Instrument. Er baut und entwickelt neue Formen des Streichinstruments, ist Autor, Festivalkurator und Hörspielmacher. 2004 erhielt er den renommierten Karl-Scuka-Preis für Radiokunst des Südwestfunks.
Jon Rose arbeitete mit vielen Größen der internationalen Improvisationsszene zusammen.

## Veröffentlichungen
Rose wirkte auf mehr als 60 Veröffentlichungen mit. Die wichtigsten sind:
- Forward of Short Leg (Dossier, 1984)
- Vivisection (Auf Ruhr, 1988)
- Paganini's Last Testimony (Konnex Records, 1989)
- Violin Music for Restaurants: (Feat. the Legendary Jo „Doc“ Rosenberg) (Cuneiform, 1992)
- Brain Weather: The Story of the Rosenbergs	(ReR, 1993)
- Pulled Muscles (Immigrant, 1993)
- The Virtual Violin (Megaphone, 1993)
- Violin Music for Supermarkets (Megaphone, 1994)
- Eine Violine für Valentin (No Wave, 1995)
- Perks (Recommended, 1995)
- Violin Music in the Age of Shopping (Intakt Records, 1995)
- Shopping.Live@Victo (ReR, 1997)
- Techno Mit Störungen (Plag Dich Nicht, 1998)
- Sliding (Noise Asia, 1998)
- The Fence (ReR, 1998)
- China Copy (Creamgardens, 1999)
- The Hyperstring Project (ReR, Meagsonic, 2000)
- The Violin Factory [live] (Heyermears Discorbie, 2001)
- Temperament (Emanem, 2002)
- Great Fences of Australia (Dynamo House, 2002)
- The People's Music (ReR, 2003)
- Artery (NOWnow, 2004)
- Double Indemnity (Hermes, 2004)
- Fleisch (Saucerlike Records, 2004)
- Futch (Jazzwerkstatt, 2006)
- Jon Rose / Mark Dresser: Band Width (Relative Pitch Records, 2024)